# Epicopistis pleurospila
Epicopistis pleurospila är en fjärilsart som beskrevs av Turner 1933. Epicopistis pleurospila ingår i släktet Epicopistis och familjen Carposinidae. Inga underarter finns listade i Catalogue of Life.